# Konstantinopels fald
"Konstantinopels fald" henviser til byens fald til det Osmanniske Rige tirsdag 29. maj 1453, ofte betragtet som afslutningen på Middelalderen.
Faldet skete efter det osmanniske riges belejring af byen, under ledelse af den 21-år gamle osmanniske Sultan Mehmed II, mod den forsvarende hær under ledelse af den byzantinske kejser Konstantin XI Palaiologos. Belejringen varede fra fredag, den 6. april 1453 til tirsdag den 29. maj 1453 (i henhold til den julianske kalender), hvor byen blev erobret af osmannerne.
Erobringen af Konstantinopel (og to andre byzantinske områder som snart faldt derefter) markerede afslutningen på det Byzantinske Rige. Samtidig var det, sammen med belejringen af Beograd også et massivt tilbageslag for kristenheden. Efter erobringen gjorde Mehmed Konstantinopel til hovedstad i det osmanniske rige.
Flere græske og ikke-græske intellektuelle flygtede fra byen før og efter belejringen, hvor af de fleste migrerede til Italien, medbringende oldtidsmanuskripter. Nogle markerer afslutningen af middelalderen ved faldet af Konstantinopel og som starten på renæssancen.
 Der er for få eller ingen kildehenvisninger i denne artikel, hvilket er et problem. Du kan hjælpe ved at angive troværdige kilder til de påstande, som fremføres i artiklen.

41°01′48″N 28°56′06″Ø / 41.03°N 28.935°Ø